# کیم سو هه
کیم سو هه (به انگلیسی: Kim So-hye)(زاده ۱۹ ژوئیه ۱۹۹۹) خواننده، بازیگر کره‌ای است.
او عضو گروه آی.او.آی بود.